# Campionati del mondo di ciclismo su strada 2019 - Cronometro maschile Junior
La cronometro maschile Junior dei Campionati del mondo di ciclismo su strada 2019 si svolse il 23 settembre 2019 con partenza ed arrivo ad Harrogate, nel Regno Unito, su un circuito di 14 km da ripetere 2 volte, per un percorso totale di 27,6 km. La medaglia d'oro fu vinta dall'italiano Antonio Tiberi con il tempo di 38'28"25 alla media di 43,046 km/h, argento all'olandese Enzo Leijnse e a completare il podio il tedesco Marco Brenner.
Partenza con 64 ciclisti, dei quali 63 completarono la gara.

## Classifica (Top 10)
| Pos. | Corridore            | Squadra       | Tempo     |
| ---- | -------------------- | ------------- | --------- |
| 1    | Antonio Tiberi       | Italia        | 38'28"25  |
| 2    | Enzo Leijnse         | Paesi Bassi   | a 7"79    |
| 3    | Marco Brenner        | Germania      | a 12"62   |
| 4    | Quinn Simmons        | Stati Uniti   | a 19"94   |
| 5    | Michel Hessmann      | Germania      | a 27"76   |
| 6    | Andrea Piccolo       | Italia        | a 29"93   |
| 7    | Lars Boven           | Paesi Bassi   | a 44"03   |
| 8    | Leo Hayter           | Gran Bretagna | a 51"04   |
| 9    | Oscar Nilsson-Julien | Gran Bretagna | a 1'00"11 |
| 10   | Finn Fisher-Black    | Nuova Zelanda | a 1'05"50 |